# Nannaria oblonga
Nannaria oblonga är en mångfotingart som först beskrevs av Carl Ludwig Koch 1847.  Nannaria oblonga ingår i släktet Nannaria och familjen Xystodesmidae. Inga underarter finns listade i Catalogue of Life.